# 南山ケーブルカー

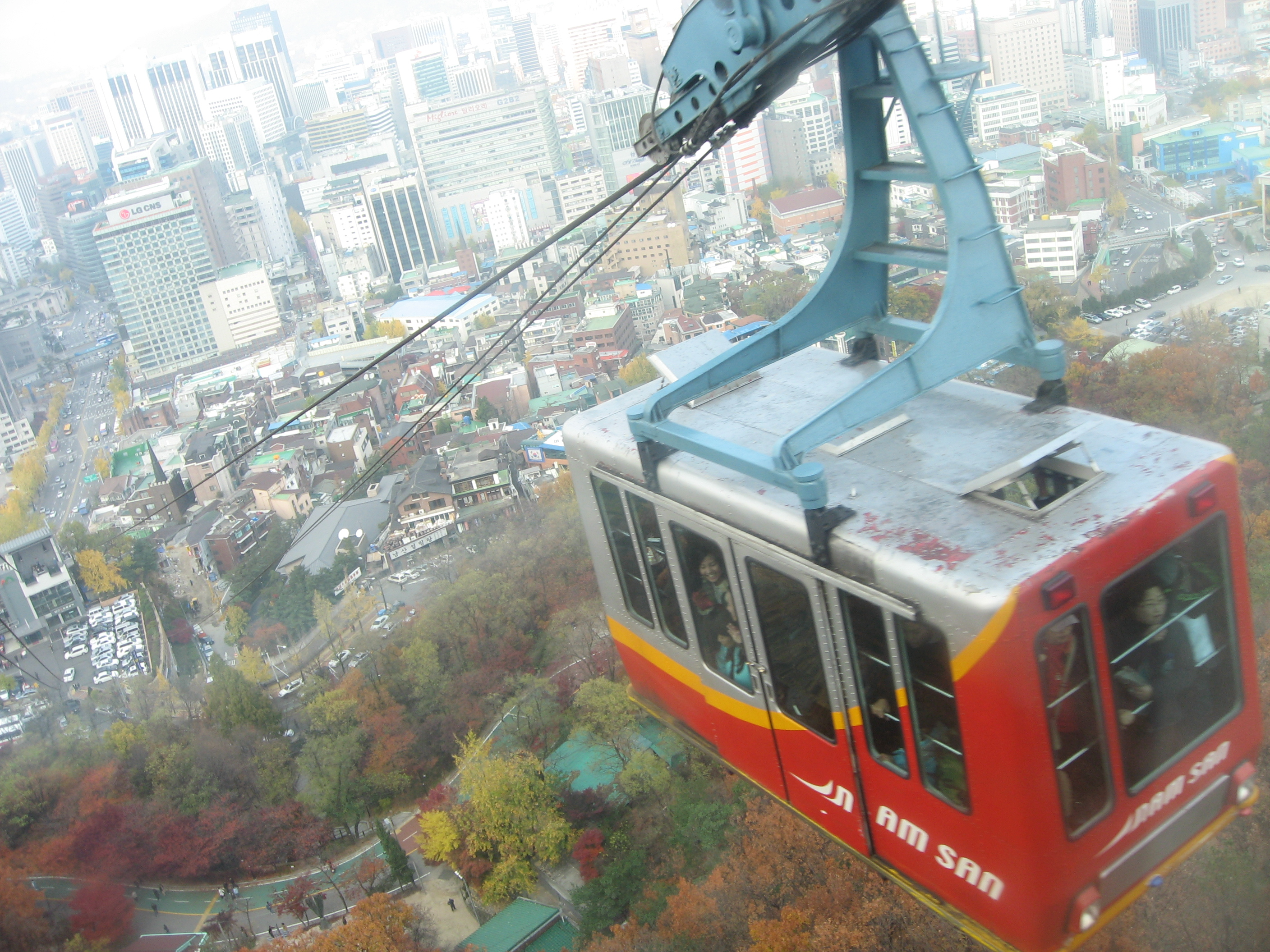
南山ケーブルカー、2007年11月

南山ケーブルカー（ナムサンケーブルカー、朝鮮語: 남산 케이블카）は、大韓民国ソウル特別市にあるゴンドラ式の索道である。ソウルの中区会賢洞にある乗降場と、ソウルタワー付近の芸場洞に位置する乗降場の間に運行されている、日本で言うところのロープウェイである。韓国初の旅客用索道として、1962年5月12日に運行を開始した。韓国索道株式会社が運営している。南山ケーブルカーは交走式で、2台ある搬器の定員は38人である。路線全長は605m、始終点間の高低差は138m、運行速度は秒速3.2mで、所要時間は片道3分余りである。年中無休で午前10時から午後11時まで運行され、気象状況により運行可否が変わる場合がある。会賢洞に位置する本館乗降場へは、ソウル地下鉄4号線明洞駅から徒歩でアクセスが可能であるが、2009年6月に開業した斜行エレベーター南山オルミ（朝鮮語: 남산 오르미）を利用すると楽にアクセスできる。